# 381 Szkolna Dywizja Polowa
381 Polna Dywizja Szkoleniowa (niem. 381. Feldausbildungs-Division) – jedna z niemieckich formacji szkoleniowych. 
Dywizję zorganizowano 8 września 1942 r. w Rosji na tyłach Grupy Armii A. Jednostkę stworzono z jednostek dostarczonych z kilku różnych okręgów wojskowych oraz członków Reichsarbeitsdienst (RAD, Służba Pracy Rzeszy). Dywizja zajmowała się szkoleniem uzupełnień do 26 lutego 1943, gdy została rozwiązana. Jej żołnierzy przejęły dywizje wchodzące w skład 17 Armii. Sztab dywizyjny zachowano i wysłano na Krym, ale 10 sierpnia również został rozformowany. Jedynym dowódcą dywizji był Generalmajor Hellmuth Eisenstuck.

## Skład dywizji
- 381. szkolny pułk piechoty zmotoryzowanej (Infanterie- (Feldausbildungs-) Regiment 381),
- 614. szkolny pułk piechoty (Infanterie- (Feldausbildungs-) Regiment 614),
- 615. szkolny pułk piechoty (Infanterie- (Feldausbildungs-) Regiment 615),
- 616. szkolny pułk piechoty (Infanterie- (Feldausbildungs-) Regiment 616)[2].